# Крочко Юлій Іванович
Крочко Юлій Іванович (нар. 9 серпня 1934, Ужгород — пом.1 грудня 2007) — професор, теріолог, педагог, провідний фахівець у галузі екології кажанів Карпатського регіону, член Ради Українського теріологічного товариства НАНУ, один з активістів Українського центру охорони кажанів та автор першої Національної доповіді про стан популяцій кажанів в Україні для EUROBATs.

## Біографія

### Народження, навчання, сім'я
Народився 9 серпня 1934 року в м. Ужгород.
Закінчив біологічний факультет Ужгородського державного університету (випуск 1957 року). Спеціалізувався по кафедрі зоології під керівництвом відомого зоолога Іллі Колюшева. Дякуючи сприянню І. Колюшева, Юлій Крочко вже у грудні 1962 року був зарахований на посаду асистента кафедри зоології, а за 4 роки (1966) вступає до аспірантури при Інституті зоології ім. І. І. Шмальгаузена АН УРСР. Ці події назавжди визначили сферу інтересів і всієї подальшої професійної діяльності молодого зоолога.
Юлій Крочко вільно володів мовами суміжних країн, у тому числі словацькою (сам називав себе словаком), угорською та російською, добре розумів також польську і німецьку. Ці вміння багаторазово допомагали йому як під час навчання, так і для подальшої наукової роботи.
Одружений. Син Василь пішов у ту саму галузь, що і батько, і став професійним зоологом (ентомолог) і викладачем (доцент), 1994 р. захистив дисертацію про жуків-кокцинелід Українських Карпат .

### Робота в університеті
Все життя пов'язане із зоологічними дослідженнями: спеціалізація в університеті, аспірантура і захист двох дисертацій — кандидатської (1970) і докторської (1992) за спеціальністю «зоологія». В стінах рідного Ужгородського університету пройшов шлях від асистента до завідувача і професора кафедри зоології.
Посаду доцента кафедри зоології Юлій Іванович отримав у 1970 році, невдовзі після захисту кандидатської дисертації. Навантаження від того не стало меншим, і навчальний процес займав левову частку часу та енергії. На підготовку докторської дисертації пішло 22 роки, захист відбувся 14.12.1992 р. в Інституті зоології НАН України (Київ). Після захисту докторської був обраний на посаду професора кафедри зоології (весна 1993 р.), а за два роки, у січні 1995 р. став її завідувачем.
Навесні 2000 р. він полишив посаду завідувача, але залишився на кафедрі як професор ще на два роки, до самого кінця 2002 року, тобто до виходу на пенсію (з 1.01.2003).
Юлій Крочко вміло поєднував наукову і педагогічну діяльність, проте завжди підкреслював, що він більше педагог, ніж науковець. Він перфектно знав порівняльну морфологію та анатомію хребетних, підготував велику кількість наочних і методичних посібників з зоології. Упродовж своїх відпусток він провів величезну кількість наукових експедицій у різноманітні куточки Українських Карпат, вивчаючи фауну хребетних пралісів і печер передгірних і гірських районів Закарпаття.
Наукові дослідження проводив у вільний від роботи час і неодноразово мав помітні затримки з професійним або кар'єрним ростом. Дисертації захищав утаємничено від свого оточення, мав проблеми з отриманням педагогічних і наукових ступенів та учнів-аспірантів. Попри це, Юлій Іванович завжди був виваженим у кожному своєму кроці, говорив тихо і м'яко, надзвичайно цінував жарт і десятиліттями збирав різноманітні веселі виписки з наукових праць і студентських робіт.
Він товаришував з багатьма відомими теріологами, у тому числі львівським палеонтологом Костем Татариновим і київським морфологом Михайлом Ковтуном. Серед його відомих учнів-випускників кафедри — кандидати біологічних наук Василь Чумак (ентомолог), Олександр Киселюк (теріолог), Василь Ткач (паразитолог), Роберт Варгович (спелеобіолог), Людвіг Потіш (орнітолог), Федір Куртяк (герпетолог) та ін.

### Дослідження кажанів
З особливим натхненням він досліджував кажанів, їхню екоморфологію, зимівлю, міграції.
У середині 60-х років, тобто від самого початку своєї наукової діяльності, Юлій Крочко включився у великомасштабну програму кільцювання кажанів. У цій програмі брали участь відомі українські теріологи Василь Абелєнцев, Костянтин Татаринов та університетський вчитель Юлія Івановича — Ілля Колюшев. За цей час ними було окільцьовано близько 3-4 тис. особин кажанів і досліджено склад літніх та особливо зимових скупчень кажанів у багатьох регіонах України. За підсумками цих досліджень було опубліковано три повновагомі статті (Абелєнцев та ін., 1968—1970).
Кажани стали об'єктом його обох дисертацій.
Його зусиллями створено дотепер єдиний в Україні природно-заповідний об'єкт, пов'язаний з кажанами — заказник "Лилики" в штольнях біля с. Глибоке поблизу Ужгорода. Після приєднання України
до Угоди EUROBATs він активно включався у підготовку оглядів про стан охорони кажанів в Україні і став автором першої Національної доповіді про стан популяцій кажанів в Україні.

### Робота в наукових радах
Юлій Іванович був членом Національної комісії з питань ведення Червоної книги України. У другому виданні ЧКУ 1994 року ним спільно з Анатолієм Волохом опубліковано три описи рідкісних видів кажанів: підковик малий, підковик великий та довгокрил звичайний.
Упродовж багатьох років Юлій Іванович співпрацював з редакціями двох видань, де часто був не тільки автором, але й редактором і рецензентом теріологічних статей — Наукового вісника Ужгородського університету [недоступне посилання з липня 2019] та журналу Інституту зоології НАН України «Вестник зоологии».
Після захисту докторської дисертації він був членом Спеціалізованої ради із захисту дисертацій при Інституті зоології НАНУ та при Чернівецькому національному університеті.
Юлій Іванович був опонентом кількох зоологічних дисертацій, у тому числі Олександра Киселюка (1998), Михайла Рудишина (1998  [Архівовано 23 червня 2013 у Wayback Machine.]), Тараса Башти (2000 ), Ніни Сверлової (2001) , Олени Барабаш (2002  [Архівовано 24 червня 2013 у Wayback Machine.]).

### Робота і творчість в останні 5 років
В останні роки своєї науково-педагогічної діяльності Юлій Іванович відійшов від теріологічних досліджень. Його останньою і, на жаль, єдиною повновагомою працею став визначник герпетофауни Карпат (2001) та кілька статей про амфібій, підготовлених разом зі своїми студентами (2000, 2001, 2003).
Після виходу на пенсію (2003 р.) виїхав до Угорщини, де працював в Педагогічному коледжі міста Ніредьгаза. Регулярно приїжджав до Ужгорода, при цьому часто з'являвся на факультеті спілкуючись з колегами. Останній візит супроводжувався обговоренням зі своїм учнем Федором Куртяком проекту публікації у Віснику Ужгородського університету стосовно охорони хребетних в Угорщині. Йому подобалася робота в Угорщині і, як він щоразу підкреслював, тішило зовсім інше ставлення до професури, ніж це було пережито ним в Україні.
Пішов з життя 1 грудня 2007 р. Похований в Будапешті.
Наукова доля Юлія Івановича значною мірою подібна до долі відомого угорського дослідника Лайоша Мегея: збирав зоологічні колекції, вивчав фауну Карпат, викладав зоологію, фахово займався кажанами, зазнавав утисків, переключався на дослідження герпетофауни, похований в Угорщині…

## Пам'ять про колегу
У пам'ять про колегу-зоолога надруковано три матеріали:
- «Пам'яті Юлія Івановича Крочка» (автори: Ігор Загороднюк та Ігор Ємельянов) в центральному зоологічному виданні України — журналі «Вестник зоологии» (2008. Том 42, № 3).
- «Пам'яті Ю. І. Крочка — вчителя і науковця» (автор: Людвіг Потіш) у виданні Ужгородського університету «Науковий вісник Ужгородського національного університету» (Серія Біологія. 2008. Вип. 23).
- «професор Юлій КРОЧКО» — розширена версія обох попередніх статей на сайті Українського теріологічного товариства «Теріологічна школа» (25 березня, 2008).

## Наукові праці
Юлій Крочко — автор понад 50 наукових праць. Наукові публікації пов'язані переважно з вивченням біології кажанів. Невеликий огляд публікацій є на сайті Українського теріологічного товариства  [Архівовано 9 травня 2018 у Wayback Machine.].

### Головні праці
- Крочко Ю. И. Морфологические и эколого-физиологические особенности популяций большой ночницы и обыкновенного длиннокрыла Закарпатской области: Дис. … канд. биол. наук. — Киев: Ин-т зоол. АНУ, 1970. — 178 с.
- Крочко Ю. И. Рукокрылые Украинских Карпат: Автореф. дис. … докт. биол. наук. — Киев: Ин-т зоол. АН Укр., 1992. — 34 с.
- Крочко, Юлій Іванович. Практикум з зоології хребетних (Анатомічна частина) [Текст]: навч. посіб. для студ. біол. ф-тів держ. ун-тів / Ю. І. Крочко ; Ужгородський держ. ун-т. — Ужгород: ВАТ «Патент», 2000. — 196 с.: іл. — ISBN 966-7400-06-5
- Крочко Ю. І., Попович О. Б. Короткий визначник земноводних і плазунів Українських Карпат (навчальний посібник). — Ужгород: ВАТ «Патент», 2001. — 50 с.

### спеціальні публікації
- Крочко Ю. И. Материалы по питанию большой ночницы в Закарпатской области // Тез. докл. и сообщ. к 18 научн. конф. Ужгородск. гос. ун-та. Сер. Биол. — Ужгород, 1964. — С. 5–7.
- Крочко Ю. И. К вопросу о соотношении полов у некоторых видов рукокрылых Закарпатья // Флора и фауна Укр. Карпат: Тез. докл. межвуз. юбил. конф. Ужгородск. ун-та. — Ужгород, 1965. — С. 88–90.
- Крочко Ю. І. Матеріали про зимівлю великого підковоноса на території Закарпатської області // Тези доп. та повідомлення до XIX наук. конф. Ужгородск. ун-та. Сер. Біол. — Ужгород, 1965. — С. 72–74.
- Абеленцев В. И., Колюшев И. И., Крочко Ю. И., Татаринов К. А. Итоги кольцевания рукокрылых в Украинской ССР за 1939—1967 гг. Сообщение 1 // Вестн. зоол. — 1968, № 6. — С. 59–64. Сообщение 2 // Вестн. зоол. — 1969. — № 2. — С. 20–24. Сообщение 3 // Вестн. зоол. — 1970. — № 1. — С. 61–65.
- Крочко Ю. И. Морфологические и эколого-физиологические особенности популяций большой ночницы и обыкновенного длиннокрыла Закарпатской области: Дис. … канд. биол. наук. — Киев: Ин-т зоол. АНУ, 1970. — 178 с.

публікації після захисту кандидатської дисертації
- Крочко Ю. І. Про чисельність, користь і охорону кажанів // Про охорону природи Карпат. — Ужгород: Карпати, 1973. — С. 169—172.
- Крочко Ю. І. Фауна хребетних тварин деяких печер та підземель Закарпатської області // Ibid. — С. 172—175.
- Крочко Ю. И. О находке ночницы длинноухой (Myotis bechsteini Kuhl, 1818) в Закарпатской области // Вестн. зоол. — 1975. — № 6. — С. 81–82.
- Крочко Ю. І. Про знаходження європейського підвида вуханя (Plecotus auritus austriacus) в Закарпатській області // Охорона природи та раціональне використання природних ресурсів: Мат-ли конф. молод. учених. — Київ: Наук. думка, 1980. — С. 181—182.
- Крочко Ю. И. О некоторых видах рукокрылых Советских Карпат и их охране // Биологические аспекты охраны редких животных: Сб. науч. тр. — Москва, 1981. — С. 23–28.
- Крочко Ю. И. Сезонные ритмы рукокрылых Карпатского заповедника // Сезонная ритмика природы горных областей: Тез. докл. I Всесоюзн. совещ. по горной экологии. — Ленинград, 1982. — С. 172—173.
- Крочко Ю. И. Рукокрылые лесных экосистем Украинских Карпат // Охрана лесных экосистем: Тез. докл. Республ. науч.-технич. конф. — Львов, 1986. — С. 177—179.
- Крочко Ю. И. Рукокрылые Карпатского заповедника и актуальные проблемы их сохранения // Пробл. изучения и охр. заповедн. экосистем: Тез. докл. научн.-практ. конф., посвящ. 20-летию Карпатского зап-ка. — Рахов, 1988. — С. 110—112.
- Татаринов К. А., Крочко Ю. И. Пути формирования фауны рукокрылых Украинских Карпат // Изученность териофауны Украины, ее рациональное использование и охрана. — Київ: Наук. думка, 1988. — С. 34–46.
- Крочко Ю. И. Биология длинноухой ночницы (Myotis bechsteini) на западе УССР // Рукокрылые. Мат-лы Всес. совещ. по рукокрылым. — Пенза: Пензенск. пед. ин-т, 1990. — С. 80–82.
- Крочко Ю. И. Рукокрылые Украинских Карпат: Автореф. дис. … докт. биол. наук. — Киев: Ин-т зоол. АН Укр., 1992. — 34 с.

публікації після захисту докторської дисертації
- Крочко Ю. І. Біологія кожанка північного в Українських Карпатах // Тези доповідей 47-ї наукової конференції УжДУ. Сер. Біологія. — Ужгород, 1993. — С. 17.
- Крочко Ю. И. Экологические аспекты зимней спячки рукокрылых Украинских Карпат // Фауна Східних Карпат: сучасний стан і охорона: Мат-ли міжнар. конф. — Ужгород, 1993. — С. 81–83.
- Крочко Ю. І., Корчинський О. В., Варгович Р. С. Антропогенові кісткові захоронення хребетних тварин карстових печер Закарпаття // Ibid. — С. 84–85.
- Крочко Ю. И. Экологические аспекты питания рукокрылых Украинских Карпат // Млекопитающие Украины. — Київ: Наук. думка, 1993. — С. 76–87.
- Волох А. М., Крочко Ю. І. Підковоніс малий // Червона книга України. Тваринний світ / Під ред. М. М. Щербака. — Київ: Укр. енцикл., 1994. — С. 376.
- Волох А. М., Крочко Ю. І. Підковоніс великий // Ibid. — С. 377.
- Волох А. М., Крочко Ю. І. Довгокрил звичайний // Ibid. — С. 382.
- Ковтун М., Крочко Ю. До історії досліджень кажанів в Україні // Європейська ніч кажанів '98 в Україні / За ред. І. Загороднюка. — Київ, 1998. — С. 10–15. (Праці Теріологічної школи. Вип. 1).
- Крочко Ю. І., Крочко В. Ю., Добей В. О., Потіш Л. А. Комплексне вивчення зооценозів типових природних екосистем Закарпатської рівни-ни, розробка її сучасного екоменеджменту та охорони // Науковий вісник Ужгородського університету. Сер. Біологія. — 1999. — № 6. — С. 94–99.
- Куртяк Ф. Ф., Петрушко І. А., Суховія М. І., Крочко Ю. І. Експериментальне та теоретичне вивчення посттравматичної регенерації у тритонів при дії ультрафіолетового випромінювання // Науковий вісник УжДУ. Серія: Біологія, 2000. — Випуск 8. — С. 163—166.
- Крочко В. Ю., Крочко Ю. І. Охорона генофонду тваринного світу Північно-Східних Карпат // Національні природні парки: проблеми становлення і розвитку: Матеріали міжнародної наук.-практ. конф., присвяч. 20-річчю Карпат. нац. парку, 14–17 верес. 2000 р. — Яремче, 2000. — С. 182—184 (185?).
- Крочко Ю. Кільцювання кажанів в Україні: досвід та пошуки альтернатив // Міграційний статус кажанів в Україні / За ред. І. Загороднюка. — Київ, 2001. — С. 34–36. — (Novitates Theriologicae. Pars 6).
- Крочко Ю. Довгокрили і нічниці: Miniopterus et Myotis // Ibid. — С. 50–52.
- Крочко Ю. І., Куртяк Ф. Ф., Петрушко І. Я., Суховія М. І. Вплив фізичних факторів на регенерацію біологічних тканин // Науковий вісник Ужгородського Університету, Серія: Медицина, 2001. — Випуск 15. — С. 17-20.
- Куртяк Ф. Ф., Крочко Ю. І. Морфологічна характеристика тритона дунайського (Amphibia, Salamandridae, Triturus) з території Притисянської низовини // Науковий вісник Ужгородського національного університету, Серія «Біологія», 2003. Випуск 12.- С.102-106.